# Vigil of the Princes
Vigil of the Princes (Wake van de Prinsen) is een ceremoniële koninklijke traditie sinds 1936 in het Britse koninkrijk bij het afscheid nemen van een overledene binnen de kroonfamilie. Familieleden nemen wake aan de doodskist gedurende 10 à 15 minuten. Driemaal is deze traditie uitgevoerd, bij de begrafenissen van koning George V, de koningin-moeder Elizabeth en koningin Elizabeth II.
De term "vigil" vindt zijn oorsprong in het Latijnse "vigilia", dat "waken" betekent, en heeft connotaties met religieuze vieringen en openbare rouwmomenten.

## Koning George V
Op 27 januari 1936 hielden koning Edward VIII, prins Albert, hertog van York, prins Henry, hertog van Gloucester en prins George, hertog van Kent, de wacht bij de doodskist van hun vader George V in Westminster Hall.
Er is geen foto van de wake maar wel een schilderij dat werd aangekocht door de weduwe van koning George V. Zij schonk het aan haar zoon, koning Edward VIII op zijn verjaardag. Alle prinsen zijn geportretteerd in militair uniform.

## Koningin Elizabeth, de koningin-moeder
Op 8 april 2002 om 16:40 UTC hielden Charles, prins van Wales; prins Andrew, hertog van York; prins Edward, graaf van Wessex, en David Armstrong-Jones, burggraaf Linley, de wacht bij de doodskist van hun grootmoeder, koningin Elizabeth, de moeder van koningin Elizabeth II en weduwe van Koning George VI.
De vier losten de wacht af van de Koninklijke Compagnie van Boogschutters, en werden zelf afgelost door de Yeomen of the Guard na hun twintig minuten durende wake. Aanwezig bij de afwisseling van de wacht waren de twee zonen van Charles, prins William en prins Harry.

## Koningin Elizabeth II
Volgens de officiële plannen voor de begrafenis van koningin Elizabeth II, Operation Unicorn en Operation London Bridge, moesten de kinderen van de koningin waken bij de kist van hun moeder, en moesten de kleinzonen en kleindochters hetzelfde doen. 

### St Giles' Cathedral
Op 12 september 2022 om 19:40 BST hielden haar vier kinderen koning Charles III, Anne, Princess Royal, prins Andrew, hertog van York, en prins Edward, graaf van Wessex, de wacht bij de baar in de St Giles' Cathedral in Edinburgh. Aanwezig waren hun wederhelften.
Koning Charles, prins Edward en prinses Anne waren in militair uniform. Prins Andrew droeg een jacquet omdat hij eerder in januari al zijn militaire titels en eretitels had ingeleverd na beschuldigingen van seksueel misbruik in een zaak die hij ontkende en schikte.
Anne was de eerste vrouwelijke deelneemster ooit bij deze ceremonie.

### Westminster Hall
Vrijdagavond op 16 september hielden Elizabeths kinderen nogmaals een wake bij hun moeder in Westminster Hall in Londen gedurende een tiental minuten. Deze keer was prins Andrew wel in uniform na toestemming van koning Charles.
Zaterdagavond op 17 september waakten de acht kleinkinderen van Elizabeth een kwartier lang over hun oma. De prinsen William en Harry, beiden gekleed in militair uniform, stonden aan het hoofd- en voeteneind van de kist. De overige kleinkinderen, de prinsessen Beatrice en Eugenie, Lady Louise, James, burggraaf van Severn, Zara Tindall en Peter Phillips, allen in het zwart, namen plaats op de hoeken en aan de zijkanten.  Aanwezig waren prins Edward en zijn vrouw Sophie Rhys-Jones.
Prins Harry mocht normaal gesproken geen militair uniform dragen omdat hij geen actief lid meer was van het Brits koningshuis maar koning Charles maakte voor de wake een uitzondering.